# Clan Macdonald de Clanranald
Le clan Macdonald de Clanranald, également appelé clan Ranald ou clan Ronald (Clann Raghnaill en gaélique écossais) est un clan écossais reconnu par le Lord Lyon. Il s'agit d'une branche du vaste clan Donald.
Son fondateur est Ranald (mort en 1386), un des fils du premier mariage de John MacDonald d'Islay avec Amy MacRuairi. Son siège historique est le château de Tioram, dans le district de Lochaber.